# St. Neots Rural
St. Neots Rural var en civil parish 1895–2010 när det uppgick Abbotsley och St. Neots i distriktet Huntingdonshire, i grevskapet Cambridgeshire i England. Civil parish hade 99 invånare år 2001.